# 青島心
青島 心（あおしま しん、1983年1月22日 - ）は、中国・青島市出身のプロバスケットボール選手である。身長202cm、体重120kg。ポジションはセンター。2010年に、日本に帰化し国籍を取得。Bリーグの茨城ロボッツに所属していた。中国名は魏新（ウェイ・シン）。

## 来歴
青島市第44中学校卒業後、沼津学園高校に留学。
その後、近畿大学を経て、2006年にパナソニック入社。しかし、外国人枠に阻まれ出場登録できずアシスタントマネージャーとして活動。4年かけて2010年に日本国籍を取得し、シーズン途中で選手登録となった。苗字は出身地から「青島」とした。同年、日本代表候補に選出される。2012年には一旦引退した。
2014年、熊本ヴォルターズに帰化選手登録で入団する。
2015年7月、レバンガ北海道へ移籍。2016-17シーズン途中の2017年2月10日に解雇され、同2月23日にはB2の茨城ロボッツと契約を結んだ。この時、背番号は北海道での21から、33に変わった。
2023年4月16日、「がんばるばい熊本復興マッチ　エキシビションマッチ」において、小林慎太郎・高濱拓矢・松永健作とともにユニフォームに袖を通した。